# Hastula cernohorskyi
Hastula cernohorskyi é uma espécie de gastrópode do gênero Hastula, pertencente a família Terebridae.